# Appledale (Washington)
Ne doit pas être confondu avec Appledale (Colombie-Britannique).
Appledale est une communauté non incorporée située dans le comté de Douglas, dans l'État de Washington, aux États-Unis.

## Toponymie
La communauté est nommée en référence aux pommeraies qui se trouvent sur son territoire.

## Géographie
Appledale se trouve à environ 273 m d'altitude.

## Histoire
Un bureau de poste nommé Appledale est établi dans la localité en 1912 ; il ferme en 1927.